# Agios Thomas
Agios Thomas es un pueblo perteneciente al distrito de Limasol, Chipre.

## Superficie
Cuenta con una superficie de 4,277 kilómetros cuadrados.

## Demografía
Hasta 2021 la población era de 41 habitantes, con una densidad de población de 9,586 habitantes por kilómetro cuadrado.
| Gráfica de evolución demográfica de Agios Thomas entre 1976 y 2021                   |
|                                                                                      |
| Datos según Population statistics of Eastern Europe & former USSR y City Population. |